# Cissus nodosa
Cissus nodosa är en vinväxtart som beskrevs av Carl Ludwig von Blume. Cissus nodosa ingår i släktet Cissus och familjen vinväxter. Inga underarter finns listade i Catalogue of Life.